# Herning (općina)
Herning je općina u danskoj regiji Središnji Jutland.

## Zemljopis
Općina se nalazi u središnjem dijelu poluotoka Jutlanda, prositire se na 1.323 km2.

## Stanovništvo
Prema podacima o broju stanovnika iz 2010. godine općina je imala 85.548 stanovnika, dok je prosječna gustoća naseljenosti 64,64 stan/km2. Središte općine je grad Herning.

### Veća naselja
| Veća naselja u općini |                |                    |
| Br.                   | Naselje        | Stanovnika (2010.) |
| 1.                    | Herning        | 45.890             |
| 2.                    | Sunds          | 4.019              |
| 3.                    | Vildbjerg      | 3.747              |
| 4.                    | Aulum          | 3.103              |
| 5.                    | Kibæk          | 2.668              |
| 6.                    | Gullestrup     | 1.977              |
| 7.                    | Sønder Felding | 1.524              |
| 8.                    | Sørvad         | 1.085              |
| 9.                    | Ilskov         | 780                |
| 10.                   | Ørnhøj         | 742                |

## Vanjske poveznice
- Službena stranica općine